# Lambton County
Lambton County är ett county i Kanada.   Det ligger i provinsen Ontario, i den sydöstra delen av landet, 600 km sydväst om huvudstaden Ottawa.
Följande samhällen finns i Lambton County:
- Sarnia
- Walpole Island

Trakten runt Lambton County består till största delen av jordbruksmark. Runt Lambton County är det mycket glesbefolkat, med 5 invånare per kvadratkilometer.